# 긴가슴신경
긴가슴신경(long thoracic nerve, external respiratory nerve of Bell, posterior thoracic nerve) 또는 장흉신경(長胸神經)
은 앞톱니근에 분포하는 신경이다.

## 구조
긴가슴신경은 C5, C6, C7 척수신경의 앞가지에서 시작된다. C7에서 나오는 뿌리는 종종 존재하지 않을 수 있다. C5와 C6에서 나오는 뿌리는 중간목갈비근을 관통하고, C7 뿌리는 중간목갈비근 앞쪽을 주행한다.
긴가슴신경은 목겨드랑관을 따라 밑으로 내려간다. 팔신경얼기, 겨드랑동맥, 겨드랑정맥의 뒤쪽에 위치한다. 아래쪽으로 주행하며 빗장뼈 깊은 쪽에 오게 된다. 그 후 앞톱니근의 바깥쪽 면에 놓이게 되고 가슴의 측면을 따라 주행하여 앞톱니근의 아래쪽 경계에 이른다. 긴가슴신경은 앞톱니근 각각의 근육가지에 분포한다.

## 기능
긴가슴신경은 앞톱니근을 지배한다. 앞톱니근은 어깨뼈를 내미는 작용을 하며, 이런 움직임은 펀치를 내지르거나 할 때 나타난다. 또한 등세모근의 위쪽, 아래쪽 부분과 협동하여 어깨뼈를 위쪽으로 돌리는 작용을 하며, 이 움직임은 물건을 머리 위로 올릴 때 일어난다.

## 임상적 중요성
긴가슴신경은 길고 비교적 얕은 곳에서 주행하기 때문에 직접적인 외상이나 신장(stretch)에 의해 손상되기 쉽다. 손상의 원인에는 다음과 같은 것들이 있다.
- 신경의 병변.[3]
- 여러 가지 스포츠로 인한 부상.
- 어깨와 가슴 부위의 수술.[9] 유방암 치료를 위해 겨드랑림프절을 제거하는 경우에도 손상이 나타날 수 있다.[10]
- 무거운 물건을 어깨 위로 오랜 시간 들어올릴 때 손상될 수 있다.[11]
- 파르소니지 터너 증후군(Parsonage Turner Syndrome).[12]
- 외상이나 감염.[9]

증상이 거의 나타나지 않는 경우도 종종 있다. 만일 증상이 있다면 어깨 뒤쪽에 작열통을 느끼기도 한다. 특히 병변에 의한 일부 손상의 경우 앞톱니근을 마비시켜 날개어깨뼈의 원인이 된다. 팔이 앞쪽으로 들어 올려지거나 환자가 팔을 뻗어 벽을 밀 때 가장 잘 나타난다. 그러나 수 주 뒤 등세모근이 충분히 신장하여 손상이 있다는 것을 밝히기 전까지는 날개어깨뼈가 나타나도 긴가슴신경이 손상되었다고 분명히 말하기는 어려울 수 있다.

## 추가 이미지

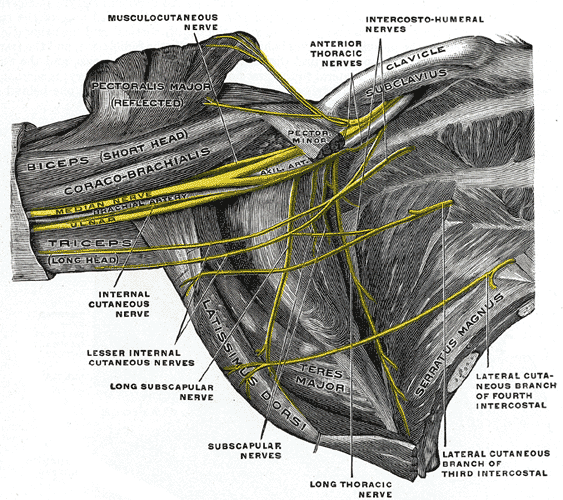
오른쪽 팔신경얼기의 빗장아래부분. 겨드랑오목에 위치하고 있으며 아래앞쪽에서 본 그림.
팔신경얼기.
척수신경을 색깔별로 나타낸 팔신경얼기 경로.